# Julia Elisabeth de Cock
Julia Elisabeth de Cock, född 22 juli 1840 i Korpo, död 1923, var en finländsk konstnär.
Hon var dotter till apotekaren Lars Evert Stigzelius och Anette Sofie Carlborg. Från år 1879 var hon gift med César de Cock.
De Cock studerade vid Åbo ritskola samt för C.W. Ekman och Per Daniel Holm i Stockholm och för César de Cock i Frankrike. Under studietiden uppstod tycke mellan elev och lärare och de gifte sig 1879. Hon var verksam som konstnär i Belgien och efter sin makes död återvände hon till Finland. De Cock är representerad med landskapsmålningar i Finska Konstföreningens samlingar och med teckningar och målningar i Finlands Nationalgalleri, Ateneum.